# Górki (powiat skarżyski)
Górki – wieś w Polsce położona w województwie świętokrzyskim, w powiecie skarżyskim, w gminie Bliżyn.
| SIMC    | Nazwa     | Rodzaj    |
| ------- | --------- | --------- |
| 0228507 | Barwinek  | część wsi |
| 0228513 | Nowiny    | część wsi |
| 0228520 | Olszyny   | część wsi |
| 0228536 | Podgórki  | część wsi |
| 0228542 | Zapowiedź | część wsi |

W latach 1975–1998 miejscowość należała administracyjnie do województwa kieleckiego.
Wierni kościoła rzymskokatolickiego należą do parafii Parafia św. Rocha w Mroczkowie z wyjątkiem części Podgórki, która należy do parafii św. Ludwika w Bliżynie.